# Xã Harrison, Quận Perry, Ohio
Xã Harrison (tiếng Anh: Harrison Township) là một xã thuộc quận Perry, tiểu bang Ohio, Hoa Kỳ. Năm 2010, dân số của xã này là 5.253 người.